# Saint-Étienne-de-Montluc
Saint-Étienne-de-Montluc è un comune francese di 6 827 abitanti situato nel dipartimento della Loira Atlantica nella regione dei Paesi della Loira.

## Società

### Evoluzione demografica
Abitanti censiti